# 北原雅樹
北原 雅樹（きたはら まさき、1976年7月15日 - ）は、日本の演出家、俳優、司会者、ナレーター。俳優向けに即興芝居の、一般向けにコミュニケーション能力UPワークショップを行なっている。ASK認定飲酒運転防止インストラクター。損害保険募集人の資格を取得。個人事務所であり広告事業所ファンタスティックネクストフォーカス代表。大阪府豊中市出身、兵庫県加古川市在住。

## 人物
「天才・たけしの元気が出るテレビ！！」の出演をきっかけに、1990年代半ばに一世を風靡した人気コンビ「グレートチキンパワーズ」（通称“グレチキ”）のツッコミ担当。
1995年「MIX JUICE」でCDデビュー。その後、タレント&俳優として『毎度ゴメンなさぁい』『星の金貨』『未成年』『竜馬におまかせ!』『将太の寿司』『バージンロード』など数々の連続ドラマに出演。 映画、舞台をはじめ、歌番組、バラエティ番組、CM、情報番組などの出演も多数。ゴールデンアロー芸能新人賞受賞。
2005年、グレートチキンパワーズを解散。俳優活動をメインとする。 同年、映画『劇場版 仮面ライダー響鬼と7人の戦鬼』やドラマ『忠臣蔵』などに出演。
2009年、拠点を兵庫県加古川市に移す。2012年に芸能界復帰（途中、社会人を経験）。演技力の高さを買われて2015年、2016年に連続テレビ小説『マッサン』と『あさが来た』に連続出演。2015年2月、即興芝居の劇団「即劇遊団あドり部」を立ち上げ、4年間で72ステージをプロデュース。小学生から大学生、社会人にまで即興芝居を指導する。
2018年11月12日、加古川市内の路上にて酒気帯び運転の疑いで現行犯逮捕される。
2020年現在、芝居や俳優のスキルアップに使うゲームやアクティビティを使って各地でコミュニケーションスキルアップのワークショップを行う。
元お笑いタレント、ラジオパーソナリティ、リポーター。
タレント養成スクールヒーローズアカデミーの非常勤講師。
2020年7月から静岡県浜松市を活動拠点としていたが、2021年12月より兵庫県加古川市に戻る。
その他の活動として、乳幼児から学生向けの体験活動やレクリエーションの講師、事業主、YouTuber、脚本家、演出家、スチールカメラマンなどもある。
大阪府立箕面高等学校（30期）から転出し、明治大学附属中野高等学校卒業。
趣味は写真撮影、釣り、ものまね。特技はグラフィックデザイン、書道、指笛。

## 略歴
1994年
- 高校で同級生だった渡辺慶とグレートチキンパワーズとしてデビュー。主にツッコミ担当。デビュー当時から俳優としても活躍。

1995年
- テレビドラマ『未成年』では、河相我聞・いしだ壱成・香取慎吾・反町隆史・浜崎あゆみらと共演した。その後多数のドラマや映画に出演。

2004年
- タレントの杉本真紀と結婚

2005年
- 9月、コンビ解散。以後は俳優業に専念。

2009年
- 4月、自身のブログにて活動休止を発表。東京から兵庫県加古川市に移住する。
- 10月、転居前よりデザイン会社、展示ブース設営会社、広告代理店などで働いていた経験を生かし、加古川転居後はデザイン会社、司法書士事務所や運送会社などに就職し、事実上の引退状態となっていたが、その間もブログは継続していた。

2012年
- 会社を解雇された後の求職活動中にハローワークの職員から「芸能人の長い履歴を生かさないのはもったいない」と指摘されたことがきっかけとなり[8]、加古川市のコミュニティ放送「BAN-BANラジオ」やKiss-FM KOBEへの出演を皮切りに活動を再開。

2013年
- 10月3日、TBS系で放送された『セカンドプロポーズ 妻へもう一度愛の告白』に出演した。その際の肩書きは「元芸能人（芸能界を引退している）」という紹介だった。

2014年
- 7月、個人事務所「フロムノースフィールド」を設立。

2015年
- 2月、全部アドリブで芝居公演をする即劇遊団あドり部を旗揚げ。満員御礼で成功を収める[9]。

2018年
- 11月12日未明、加古川市内の路上にて、自動車を運転中信号待ちで止まったまま寝てしまい、後続の運転手に通報されかけつけた警察官に酒気帯び運転の現行犯で逮捕された[10]。逮捕されたことにより、芸能活動を自粛する。

2019年
- 2月25日、自粛中の時期に読売新聞からのインタビューに答える。「現在はアルバイト生活で芸能生活から離れている。お前が言うなと言われるかもしれないが、自分にしかできないこともある。飲酒運転撲滅に向け自身の体験を話す考えもある」と話す[11]。
- 「ASK認定 飲酒運転防止インストラクター」を取得[12][13]。
- 11月14日、広報担当として働いている株式会社八角の代表取締役社長大西慎也が出版を記念して開いたパーティーで司会を依頼され、それを機に芸能活動を再開する[14]。しかし、新型コロナウイルス騒動によって以降の仕事が白紙になってしまう。

2020年
- 2月24日、YouTubeチャンネルを開設[15]。
- 5月、初監督ショートムービー「ほぞを噛む」をYouTubeにて公開。
- 7月、家族を加古川に残し、静岡県浜松市に単身移住し活動拠点とする。

2021年
- 7月、加古川市に活動拠点を戻す。

2022年
- 2月、オリコンのインタビューにおいて、2021年の7月にて杉本真紀と離婚したことを公表する[16]。
- 3月、岡山市で舞台「中島らも初演版・こどもの一生」に出演。
- 8月、自身が主宰を務める即興芝居の劇団「新生・即劇遊団あドり部」の体験ワークショップを行い、11月にオーディションを行って劇団を立ち上げる。

2023年
- 3月、倉敷市真備町で市民参加型ミュージカル日の記憶/夢ニモ思ワナイに出演。
- 4月、自身が主宰を務める即興芝居の劇団「新生・即劇遊団あドり部」の発表会公演を行う[17]。

2024年
- 3月、兵庫県加古郡稲美町で町民参加型ミュージカル「龍をあむ」の総合演出・出演・音響制作を行う[18]、[19]。

## 出演

### テレビドラマ

#### 連続ドラマ
NHK総合
- 熱の島で 〜ヒートアイランド東京〜（1997年） - 真治 役
- 連続テレビ小説『天うらら』（1998年）
- 物書同心いねむり紋蔵（1998年） - ゲスト
- 至上の恋（2001年）
- 陽炎の辻〜居眠り磐音 江戸双紙〜 第4話（2007年） - 北村健之進 役
- 連続テレビ小説『マッサン』（2015年） - 武井 役
- 連続テレビ小説『あさが来た』（2015年） - 福太郎 役

日本テレビ系
- 星の金貨（1995年）
- ようこそ夢クラ（1996年）
- 竜馬におまかせ!（1996年）- 近藤長次郎 役
- 続・星の金貨（1996年）
- 天使にKISS（1997年）

TBS系
- 毎度ゴメンなさぁい（1994年）
- 未成年（1995年）
- リスキー・ゲーム（1996年）
- 新・天までとどけ3（愛の劇場枠、2002年）
- 弁護士のくず（2006年）
- がきんちょ〜リターン・キッズ〜（2006年）
- お・ばんざい!（2007年） - 馬場崇 役
- 水戸黄門・第38部 第11話「にわか侍一直線!・郡上八幡」（2008年）

フジテレビ系
- 17才-at seventeen-（1994年）
- 将太の寿司（1996年）
- バージンロード（1997年）

テレビ朝日系
- しようよ♡（1996年） - 主役　永田瑛一 役
- 京都迷宮案内 第1シリーズ 第6話（1999年） - ゲスト
- 子連れ狼 第2シリーズ（2003年） - ゲスト
- 忠臣蔵（2004年）
- 警視庁捜査一課9係 第1シリーズ 第1話（2006年） - ゲスト
- 新・桃太郎侍 第1シリーズ 第1話（2006年） - ゲスト
- おみやさん 第5シリーズ 第6話（2006年） - ゲスト
- 相棒 Season 5 第16話（2007年） - 宇田川直人 役

テレビ東京系
- 食卓から愛をこめて（1998年）
- 望郷の窓 〜病と差別の真実〜（2006年）
- 逃亡者 おりん 第13話（2007年） - ゲスト
- 週刊 赤川次郎（2007年） - 加藤祐一 役

#### 2時間・SPドラマ
月曜ミステリー劇場
- 示談交渉人甚内たま子裏ファイル(1)-(4）（2001 - 2005年）
- 運のない女「最期の誕生日」（2005年）
- 猪熊夫婦の駐在日誌3（2006年）
- 自治会長・糸井緋芽子社宅の事件簿(8)（2007年）

土曜ワイド劇場
- 法医学教室の事件ファイル(10)（1999年1月2日）- 中里健 役
- 女探偵・朝岡彩子（1999年）- 上島卓也 役
- タクシードライバーの推理日誌(25)（2009年）
- 刑事の妻〜デカツマ〜(2)（2009年8月8日） - 宮本拓郎 役
- おみやさんスペシャル（2016年2月13日、テレビ朝日）

水曜ミステリー9
- 警部補・鳴沢了「破弾」（2005年） - 藤本浩志 役

SPドラマ他
- 嫁取り婿取り大騒動（1998年1月6日、日本テレビ）
- 九死に一生スペシャル（2007年11月8日、日本テレビ系） - 大石船長役
- 内藤大助物語 〜いじめられっ子のチャンピオンベルト〜（2008年7月28日、TBS系） - 内藤道孝 役
- まつえハイカラビルディング〜過去から未来が動き出す！〜（2018年3月25日、山陰放送）

### 情報・バラエティ番組
- パラクラ・モード（1996年10月3日 - 1997年3月27日、テレビ東京） - メイン司会
- 生ラテ☆ぶらんちょ（2012年 - 、BAN-BANテレビBAN-BANラジオ同時生放送） - メイン司会
- ニッケパークスタジオ（2016年11月 - 、BAN-BANテレビにてニッケパークタウンより公開生放送） - メイン司会
- ひょうご発信!（2018年4月8日 - 、サンテレビ） - ナレーター

### 映画
- 九ノ一金融道（2000年） - 工藤勇一 役
- 劇場版 仮面ライダー響鬼と7人の戦鬼（2005年） - ニシキ 役
- 太秦ヤコペッティ（2013年） - 小早川巡査 役
- 朝日のあたる家（2013年） - 順平 役
- ずっと一緒に…（2014年） - 横山清志 役
- 向日葵の丘・1983年夏（2015年） - 北 役
- 36.8℃（2017年）‐ 中年男 役
- あすなろ家族（2017年） - 森田晃 役
- 36.8℃ サンジュウロクドハチブ（2018年） - 中年男 役

### Vシネマ
- 実録・暴走族 最後のギャング 関東連合ブラックエンペラー五代目（2008年）
- 新・鯨道 侠魂 完結編（2009年）

### アニメ
- Dr.リンにきいてみて!（2001年、TX） - 男子生徒、消防士、大井町敬馬 役

### ラジオ
- 生ラテ☆ぶらんちょ（2012年 - 、BAN-BANテレビBAN-BANラジオ同時生放送） - メイン司会
- お買い得BAN-BAN（2012年 - 、BAN-BANテレビBAN-BANラジオ同時生放送） - メイン司会
- じもラジ火曜日（2018年4月 - 、BAN-BANラジオ） - パーソナリティ

過去
- うえのまる発！情報満載ラジオパートII（2014年[4月 - 2015年3月?、FMみっきぃ） - パーソナリティ
- みっきぃサンセット ライぶらり〜（2014年4月 - 2015年3月?、FMみっきぃ） - パーソナリティ
- ニッケレポス レポREPOスタジオ（2015年4月 - 2016年3月、BAN-BANラジオ） - メイン司会
- ニッケレポス レポREPOスタジオ HappyWeekend（2016年4月 - 2016年6月、BAN-BANラジオ） - パーソナリティ、レポーター
- じもラジ 木曜日（2013年4月 -2018年3月 、BAN-BANラジオ） - パーソナリティ

ネットラジオ
- ネットラジオ ザ・ノイジーズ 第953回 北原雅樹さんとトコトン語ろう！（その１お笑い~役者編）
- ネットラジオ ザ・ノイジーズ 第954回 北原雅樹さんとトコトン語ろう！（その２役者休業~復帰編）
- ネットラジオ ザ・ノイジーズ 第997回 「北原雅樹氏に届いたお便り」について語ろう！
- ネットラジオ ザ・ノイジーズ 第1082回 キタキタコンビ再び！北原雅樹氏の近況報告！

### CM
- チバビジョン「コンタクトレンズ」
- エーザイ「サクロンS」

BAN-BANラジオ
- 白雲谷温泉 ゆぴか
- モダンパック加古川店・姫路店
- R-FACTORY（リサイクル店）
- イセダ屋加古川店（スーパーマーケット）
- カーサービス フレンズ
- リサイクルキング加古川店
- THEこなもん道場 たこ魂
- 株式会社八角 らーめん八角
- ヘアサロンハル
- 即劇遊団あドり部

### 公演
舞台
- 宇宙堂「りぼん」（2003年8月30日 - 31日、横浜赤レンガ倉庫1号館 / 9月2日 - 11日、青山円形劇場）
- 劇団PATHOS PACK「クリフ パーティー」（2008年8月26日 - 31日、劇場MOMO）
- 演劇企画ユニット 劇団山本屋 1号「あまもり」（2015年4月1日 - 5日、東京芸術劇場シアターウエスト） - 神様 役
- 117KOBEぼうさい委員会×演劇企画ユニット 劇団山本屋「午前5時47分の時計台」 - 有馬 役
  - 2016年4月2日 - 3日、神戸新聞松方ホール
  - 2017年5月16日 - 17日、ポートピアホール
  - 2017年5月19日 - 21日、神戸新聞松方ホール
  - 2017年6月2日 ‐ 4日、IMAホール

- ステテコ隊 エンターテイメントショー 第1弾「幸子〜いつもありがとう〜」（2016年9月4日、明石子午線ホール） - 進藤恭平 役
- カラ☆ボラ FREEDOM NIGHt 2nd『｢足をつけてみる｣～「ただ、吸って吐く｣エピソードβ～』(2019年12月29日、南河内万歳一座稽古場スペース)
- 中島らも原作「こどもの一生」(2022年3月12日‐13日、岡山天神山文化プラザホール)‐山田一郎、女子児童B 役
- マービー復興ミュージカル「日の記憶/夢ニモ思ワナイ」（2023年3月19日、マービーふれあいセンター）-大滝研二郎 役
- 稲美町民参加型オリジナルミュージカル「龍をあむ」(2024年3月31日､稲美町立文化会館コスモホール)演出､-一岡 役

即興芝居

- 2015年10月17日-18日-ロクディムりょーちんのイチディム特別企画「ふたりで即興芝居2」　仙川ver.Kick Back Cafe、調布ver.co-ba chofuにて。
- 2016年5月29日-ひとり部「きたさんVol.0」　THEこなもん道場 たこ魂にて。
- 2016年6月19日「ロクディム Japan Tour Project in大阪@中津ミノヤホール」スペシャルゲスト。
- 2017年1月21日-北原雅樹 毎月チャレンジ企画・単独アドリブ劇 ひとり部 vol.1「アレに出てたアレはきたさん」　びぃぷらす にて。
- 2017年2月24日-北原雅樹 毎月チャレンジ企画・単独アドリブ劇 ひとり部 vol.2「もしも明日が…晴れたなら」　びぃぷらす にて。
- 2017年3月30日-北原雅樹 毎月チャレンジ企画・単独アドリブ劇 ひとり部 vol.3「おごだでばぜんように！」　ぎゃらりー&サロン日本堂 にて。
- 2017年4月2日-北原雅樹 毎月チャレンジ企画･単独アドリブ劇 ひとり部 vol.4「ゲストの方がスゴすぎて…」　東播磨生活創造センター「かこむ」にて｡
- 2017年5月28日-フロムノースフィールド主催 ひとり部 vol.5「飲めや！笑えや！アフレコ祭り」　びぃぷらすにて｡
- 2017年6月6日-北原雅樹 毎月チャレンジ企画･単独アドリブ劇 ひとり部 vol.6「東京森林で独りぼっっっち」　AKIBAPOにて｡
- 2017年7月17日-北原雅樹 毎月チャレンジ企画･単独アドリブ劇 ひとり部 vol.7「2日前に歳とりました｡」　びぃぷらす にて｡
- 2017年8月31日-北原雅樹 毎月チャレンジ企画･単独アドリブ劇 ひとり部 vol.8「夏休みの思い出」　びぃぷらす にて｡
- 2017年9月10日-北原雅樹 毎月チャレンジ企画･単独アドリブ劇 ひとり部 vol.9「ときめき2学期」　東播磨生活創造センター「かこむ」内 たぱす にて。
- 2017年10月21日-北原雅樹 毎月チャレンジ企画･単独アドリブ劇 ひとり部 vol.10「秋の夜長に何おもふ」　びぃぷらす にて｡
- 2017年11月4日-北原雅樹 毎月チャレンジ企画･単独アドリブ劇 ひとり部 vol.11「高砂でアドリブにおたわむれ」　松宗蔵 にて2回公演。
- 2017年12月23日-北原雅樹 毎月チャレンジ企画･単独アドリブ劇 ひとり部 vol.12｢ブイ！ブイ！クリスマスイブイブ！｣　ぎゃらりー&サロン日本堂 にて｡
- 2018年3月17日-うまいもん巡り公演 vol.1 ｢SAMKITA(サムキタ)｣　うまいもん横丁 明石藤江店にて、2回公演｡
- 2018年5月20日-うまいもん巡り公演 vol.2 ｢SAMKITA(サムキタ)｣　うまいもん横丁高砂店にて、2回公演｡
- 2018年9月8日-うまいもん巡り公演vol.4｢SAMKITA(サムキタ)｣　うまいもん横丁 小野店にて｡
- 2018年10月13日-14日「ロクディム RAINBOW TOUR 2018 @大阪HEP HALL」スペシャルゲスト。

トークショー
- 2016年1月10日 「株武会社づつない」vol.1 会社説明会 開催。
  - 播州一とのトークショー。
  - THEこなもん道場 たこ魂2Fにて。

- 2016年2月19日 「株武会社づつない」vol.2 株武主総会 開催。
- 2016年4月22日 「株武会社づつない」vol.3 社歌制作会議 開催。
- 2016年5月15日 「株武会社づつない」vol.4 業績アップ会議。
- 2016年8月31日 「株武会社づつない」vol.5 目標1327店。
- 2017年3月11日 「吉田ジョージのトークしよう！サシ飲みゲストとともに」#5ゲスト。ボクモ にて。
- 2017年10月15日 「株武会社づつない」vol.6 周年なので、復活‼

公開収録
- 2017年3月12日　ネットラジオ ザ・ノイジーズ 第953回、第954回「北原雅樹さんとトコトン語り合おう！」AKIBAPOPにて。
- 2017年10月26日　｢2017西日本B-1グランプリin明石！もう待ちきれない！｣あかし市民広場にて。
- 2017年11月23日 「じもラジ 木曜日」びぃぷらす にて。公開生放送｡
- 2018年4月16日 「アンドロイドのぐるぐるアプリ」びぃぷらす にて。公開生放送｡
- 2020年2月15日「マラコの泉」FM GENKIにて。公開生放送。

### その他
CD
- べっちょない!（2014年9月30日、山石ピクチャーズ）

動画
- 「加古川市民LOVESかつめし」 かつめしPR動画 - 出演、ナレーション
- 「はじめよう、COOL CHOICE!」 - 主演

新聞掲載
- 2017年9月17日 神戸新聞 東播版 ｢俳優北原雅樹さん(1) 挫折越え演劇で再出発｣
- 2017年9月19日 神戸新聞 東播版 ｢俳優北原雅樹さん(2) 夢実現、超多忙で体重減｣
- 2017年9月20日 神戸新聞 東播版 ｢俳優北原雅樹さん(3) 急降下｣
- 2017年9月21日 神戸新聞 東播版 ｢俳優北原雅樹さん(4) 演劇への情熱｣
- 2017年9月22日 神戸新聞 東播版 ｢俳優北原雅樹さん(5) 地域とともに｣